# Bela-Bela
Bela-Bela (officieel Bela-Bela Local Municipality) is een gemeente en een plaats in het Zuid-Afrikaanse district Waterberg.
Bela-Bela ligt in de provincie Limpopo en telt 66.500 inwoners. 
Oorspronkelijk was deze plaats vernoemd naar Pieter Harting en luidde de naam 'Hartingsburg'. Deze naam werd later door de Engelstaligen gewijzigd in Warmbaths waarna de plaats vervolgens zijn huidige naam kreeg.

## Hoofdplaatsen
Het nationaal instituut voor de statistiek, Stats SA, deelt sinds de census 2011 deze gemeente in in 9 zogenaamde hoofdplaatsen (main place):
Bela-Bela • Bela-Bela NU • Lebogang • Pienaarsrivier • Rapotokwane • Rust De Winter • Settlers • Vingerkraal • Welgegund Village.